# Tim Weißmann
Tim Weißmann (* 2. Juni 1997 in Diez) ist ein deutscher Fußballspieler.

## Karriere
Nach seinen Anfängen in der Jugend des SV Wehen Wiesbaden wechselte er zur Saison 2013/14 in das Nachwuchsleistungszentrum des 1. FSV Mainz 05. Dort kam er in seinem ersten Jahr auf 26 Einsätze (2 Tore) mit den B1-Junioren (U17) in der B-Junioren-Bundesliga. In den Spielzeiten 2014/15 und 2015/16 kam er 32-mal für die A-Junioren (U19) in der A-Junioren-Bundesliga zum Einsatz.
Zur Saison 2016/17 schaffte Weißmann bei den Mainzern nicht den Sprung in den Herrenbereich. Er wechselte daher zur zweiten Mannschaft von Hannover 96. Für diese absolvierte der Innenverteidiger 20 Spiele (alle von Beginn) in der viertklassigen Regionalliga Nord, in denen er ein Tor erzielte.
Zur Saison 2017/18 wechselte der 20-Jährige innerhalb der Regionalliga Nord zum VfB Lübeck. In seiner ersten Saison kam er unter dem Cheftrainer Rolf Martin Landerl auf 18 Ligaeinsätze, in denen er ein Tor erzielte. Daneben kam er 2-mal für die zweite Mannschaft in der fünftklassigen Oberliga Schleswig-Holstein zum Einsatz. In der Saison 2018/19 war er mit 31 Einsätzen (alle von Beginn) und 2 Toren Stammspieler. Zudem steuerte Weißmann 4 Einsätze zum Gewinn des SHFV-Pokals und damit zur Qualifikation zum DFB-Pokal bei. Im März 2020 wurde die Saison 2019/20 aufgrund der COVID-19-Pandemie unterbrochen. Der VfB hatte zu diesem Zeitpunkt 25 Spiele absolviert und stand auf dem 1. Platz. Als der Abbruch der Spielzeit beschlossen wurde, wurde der VfB zum Meister und Aufsteiger in die 3. Liga erklärt, da die Nord-Staffel in diesem Jahr den Direktaufsteiger stellte. Weißmann war bis dahin als Stammspieler 15-mal (14-mal in der Startelf) zum Einsatz gekommen. In der Saison 2020/21 war der Verteidiger nur Reservist. Nachdem er bei nur 2 Spielen im Spieltagskader gestanden hatte, wurde er im Januar 2021 kurzzeitig in die zweite Mannschaft versetzt, für die er bereits zum Saisonbeginn 3-mal in der Oberliga gespielt hatte. Weißmann kehrte später in den Profikader zurück und debütierte am letzten Spieltag, als der VfB bereits als Absteiger feststand, als Einwechselspieler in der Schlussphase in der 3. Liga. Anschließend verließ er den Verein mit seinem Vertragsende.
Zur Saison 2021/22 schloss sich Weißmann dem FC Teutonia 05 Ottensen an. Ein Jahr später verließ er den Verein wieder und wechselte in die Regionalliga Südwest zum FSV Frankfurt.

## Erfolge
- Aufstieg in die 3. Liga: 2020
- Meister der Regionalliga Nord: 2020
- SHFV-Pokal-Sieger: 2019